# 天津市人民政府外事办公室
天津市人民政府外事办公室是中华人民共和国天津市人民政府主管市政府外事工作的组成部門。

## 下属机构
- 综合处
- 协调处外事管理处（涉外安全处）
- 美大处
- 欧非处
- 亚洲处
- 港澳事务处
- 机关党委[1]

## 直属单位
- 天津市对外服务公司
- 天津市国际交流中心